# باب بولایتو
باب بولایتو (انگلیسی: Bob Bolitho؛ زادهٔ ۲۰ ژوئیهٔ ۱۹۵۲) بازیکن فوتبال اهل کانادا بود.
وی همچنین در تیم‌های ملی فوتبال کانادا و بازی‌های المپیک بازی کرده‌است.